# Notiomaso
Notiomaso Banks, 1914 è un genere di ragni appartenente alla famiglia Linyphiidae.

## Distribuzione
Le sei specie oggi attribuite a questo genere sono state rinvenute in America meridionale: ben tre sono endemiche della Georgia australe e una delle isole Falkland; solo due specie sono state rinvenute sul continente, in Cile e Argentina.

## Tassonomia
Considerato un sinonimo anteriore di Perimaso Tambs-Lyche, 1954, dallo studio della specie tipo Perimaso grytvikensis Tambs-Lyche, 1954, effettuato da Wunderlich nel 1978; e anche di Micromaso Tambs-Lyche, 1954, secondo lo studio della specie tipo Micromaso flavus Tambs-Lyche, 1954, eseguito prima da Wunderlich nel 1978, contra un seguente lavoro dello stesso Wunderlich del 1983, per poi essere riconfermato da un ultimo, per ora, lavoro di Miller del 2007.
È ancora sinonimo anteriore di Microsphalma Millidge, 1991, secondo lo studio della specie tipo Smermisia barbata Tullgren, 1901, effettuato da Miller, nel 2007; è inoltre sinonimo anteriore di Beauchenia Usher, 1983, secondo lo studio sulla specie tipo Beauchenia striata Usher, 1983, effettuato da Miller nel 2007.
Infine non è sinonimo anteriore di Drepanotylus Holm, 1945, a seguito di un lavoro degli aracnologi Merrett, Locket & Millidge del 1985 e contra un analogo lavoro di Wunderlich del 1978.
A dicembre 2011, si compone di sei specie:
- Notiomaso australis Banks, 1914[3] — Georgia australe
- Notiomaso barbatus (Tullgren, 1901) — Cile, Argentina
- Notiomaso exonychus Miller, 2007 — Cile
- Notiomaso flavus Tambs-Lyche, 1954 — Georgia australe
- Notiomaso grytvikensis (Tambs-Lyche, 1954) — Georgia australe
- Notiomaso striatus (Usher, 1983) — Isole Falkland

### Sinonimi
- Notiomaso frigidus (Bristowe, 1931); esemplare trasferito qui dal genere Myro O. P.-Cambridge, 1876, a seguito di un lavoro dell'aracnologo Tambs-Lyche del 1954, è stato riconosciuto sinonimo di N. australis Banks, 1914[1].
- Notiomaso tullgreni (Simon, 1903); questi esemplari, trasferiti qui dal genere Smermisia Simon, 1894, a seguito di uno studio dell'aracnologo Millidge del 1991 attraverso il genere Microsphalma Millidge, 1991, sono stati identificati come sinonimi di N. barbatus (Tullgren, 1901)[1].

### Specie trasferite
- Notiomaso borealis (Holm, 1945); trasferita al genere Drepanotylus Holm, 1945[1].
- Notiomaso shimuzui (Yaginuma, 1972); trasferita al genere Oreonetides Strand, 1901[1].

### Nomen dubium
- Notiomaso nigrocapitatus (Tullgren, 1901); esemplare femminile, reperito in Argentina e originariamente ascritto al genere Smermisia, poi trasferito al genere Microsphalma da un lavoro di Millidge del 1991, a seguito di uno studio dell'aracnologo Miller del 2007, è da ritenersi nomen dubium[1].